# A három szláv nemzet alapításának legendája

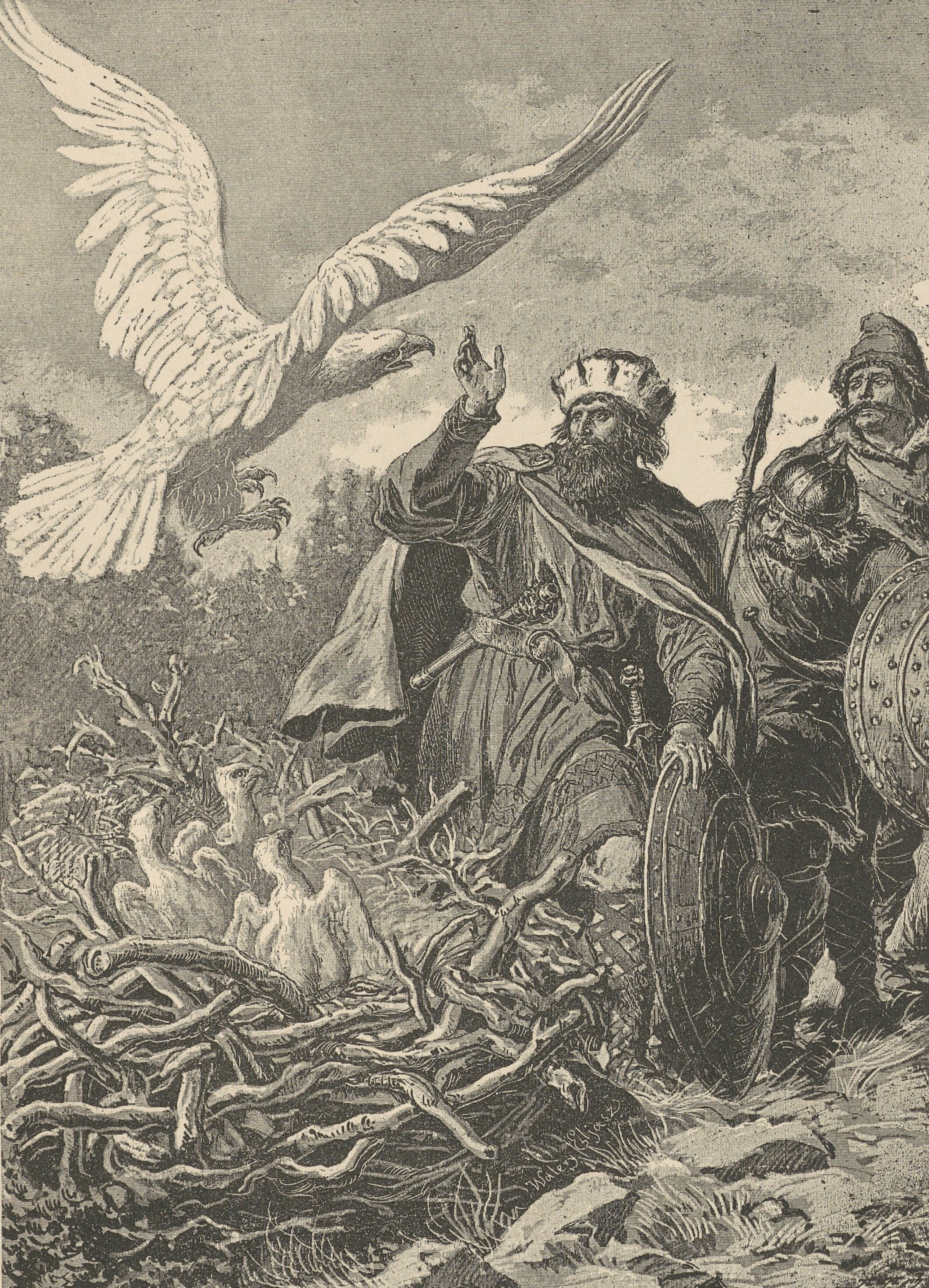
Lech, Czech és Rus

A három szláv nemzet alapításának legendája (lengyelül: Legenda o Lechu, Czechu i Rusie), vagy a Három Testvér legendája egy legenda három testvérről: Lech, Czech és Rus, akik nyugaton, délen és keleten telepedtek le, és nyugati szláv (Lengyelország, Csehország) valamint keleti szláv (Ruténia) országokat alapítottak. A legenda a nyugati és keleti szlávok testvériségét szimbolizálja, de állítólag közvetett módon egy sajátos elméletet is szolgáltatnak a Közép-Európában élő szlávok őshazájáról.

## Leírása
A legenda legelőször a történészek által az 1222-es évre datált Lengyel-Magyar Krónikában jelenik meg. Cselekménye a 11. századig nyúlik vissza; I. László magyar király uralkodásáig. A krónika három szláv fejedelem, Lech, Czech és Rus utazásáról számol be, akik a volt Horvátország területeiről, ahol Karantania szláv állam volt, északra mentek, és először a nagy morva államot, majd az új szláv államokat alapították meg: Csehország, Lengyelország és Rusz. A legendát a Nagy-Lengyelország Krónikája is rögzítette, amelyet a 13. század második felében írtak, valószínűleg 1296 előtt. Ismeretlen szerzője szerint a testvérek Pannóniából indultak északnak és magukról elnevezett országokat alapítottak.
Amikor Lech utódaival bejárta a hatalmas erdőket, ahol ma Lengyelország terül el, egy elbűvölő helyre érkezett, ahol nagyon termékeny mezők voltak, rengeteg vadállattal és hallal. Itt azt mondta: "Építsünk fészket"! Ezért azt a helyet a mai napig Gnieznónak hívják, vagyis „fészket építenek”.